# Febre a la sang
Febre a la sang (títol original en anglès: Spencer's Mountain) és una pel·lícula estatunidenca dirigida per Delmer Daves i estrenada el 1963. Ha estat doblada al català.

## Argument
Clay Spencer, un valent granger, està casat amb Olivia i és pare d'una família nombrosa. El seu somni és construir, per als seus, una nova i espaiosa casa dalt del pujol del seu tros. Però diversos esdeveniments (sobretot problemes financers) faran anar malament el seu projecte: terreny agrícola massa car, marxa del fill gran per a la universitat...

## Repartiment
- Henry Fonda: Clay Spencer
- Maureen O'Hara: Olivia Spencer
- James MacArthur: Clayboy Spencer
- Donald Crisp: Avi Spencer
- Wally Cox: Pasteur Goodman
- Mimsy Farmer: Claris Coleman
- Virginia Gregg: Miss Parker
- Lillian Bronson: Àvia Spencer
- Whit Bissell: Dr. Campbell
- Hayden Rorke: Coronel Coleman
- Kathy Bennett: Minnie-Cora Cook
- Dub Taylor: Percy Cook
- Hope Summers: Mare Ida
- Ken Mayer: M. John
- Veronica Cartwright: Becky Spencer
- Rory Mallinson: El xèrif